# Siège de Suemori
Le siège de Suemori (末森の戦い, Suemori no Tatakai) se déroule au cours de l'époque Azuchi Momoyama (fin du XVIe siècle) de l'histoire du Japon.
Au moment de la bataille de Komaki et Nagakute de cette même année 1584, Sassa Narimasa se range du côté de Toyotomi Hideyoshi tandis que son ancien compagnon, Maeda Toshiie est un ferme partisan des Toyotomi. Narimasa et Toshiie s'affrontent personnellement en combattant au château de Suemori. Narimasa pose le siège de la forteresse le 9 octobre 1584 avec une armée forte de 15 000 hommes. Okumura Nagatomi, avec son épouse, défendent le château du mieux qu'ils le peuvent. La garnison est bientôt désespérée lorsque Toshiie arrive au milieu de la nuit et vainc les forces de Narimasa avec ses renforts. Par cette action, Maeda Toshiie s'établit comme le plus puissant des daimyo dans cette région du Japon.

## Source de la traduction
- (en) Cet article est partiellement ou en totalité issu de l’article de Wikipédia en anglais intitulé « Siege of Suemori » (voir la liste des auteurs).